# Phylica paniculata
Phylica paniculata är en brakvedsväxtart som beskrevs av Carl Ludwig von Willdenow. Phylica paniculata ingår i släktet Phylica och familjen brakvedsväxter. Inga underarter finns listade i Catalogue of Life.